# Hutuna nigromarginalis
Hutuna nigromarginalis là một loài bướm đêm trong họ Crambidae.